# Красное (Сапожковский район)
Кра́сное — село в Сапожковском районе Рязанской области, Россия. Расположено у реки Пара в 13 км северо-восточнее районного центра — пос. Сапожок. Входит в состав Березниковского сельского поселения.

## История
В документах село упоминается с начала XVII века. В 1676 году в селе был 91 двор, имелась деревянная Никольская церковь. Изначально село являлось «дворцовым Великого Государя», с начала XVIII века им владел дворянский род Остерманов. При А. И. Остермане (1686—1747) в селе также находилось имение боярина Андрея Васильевича Волынского. В 1863 году фамилия, титул и владения графов Остерманов перешли князю М. А. Голицыну. К 1887 году в с. Красном вместе с деревней Кукуевкой проживало 1987 человек. В результате переселения части населения с. Красное князем Голицыным возникли село Никольское и деревня Фёдоровка.

## Население
| 1859 | 1897  | 1906  | 2010 |
| ---- | ----- | ----- | ---- |
| 1154 | ↗1832 | ↘1741 | ↘256 |

## Русская православная церковь
В селе расположена действующая Троицкая церковь, построенная в 1761 году стараниями графа Федора Андреевича Остермана. Церковь каменная, пятиглавая, с колокольней. В церкви расположена родовая усыпальница графов Остерманов, в которой находятся могилы Марфы Остерман, её сыновей Федора Остермана и Ивана Остермана, графа А. И. Остермана-Толстого и князя Мстислава Валериановича Голицына графа Остермана. В советское время церковь использовалась как зернохранилище, заново освящена в 1995 году.

## Достопримечательности
Вблизи церкви сохранились остатки усадьбы Остерманов — пруды, парк, каменный дом управляющего имением (использовавшийся в советское время в качестве здания психиатрической больницы, закрытой в 1990-е).